# 동량면
동량면(東良面)은 대한민국 충청북도 충주시에 위치하는 면이다. 충주댐 우안이 위치하고 있으며, 충주호에 선착장이 있어 유람선 관광이 가능하며, 제천시 한수면과 경계이다.

## 연혁
- 1759년(영조 35년) 편찬된 여지도서 이후 동량동면(東良洞面)으로 표기.
- 1895년(광무 2년) 충주군 설치. 충주군 동량면.
- 1910년 한일병합 이후 17개 리동 관할.
- 1914년 4월 1일: 행정구역 통폐합에 따라 7개리로 개편 (용교, 대전, 조동, 손동, 화암, 지동, 하천리).
- 1987년 1월 1일: 행정구역 조정에 따라 제천군 한수면 6개리 편입(사기, 명오, 서운, 포탄, 함암, 호운리).
- 1995년 1월 1일: 충주시, 중원군 통합에 따라 충주시 동량면으로 개칭.

## 행정 구역
- 대전리(大田里)
- 명오리(鳴梧里)
- 사기리(沙器里)
- 서운리(瑞雲里)
- 손동리(遜洞里)
- 용교리(龍橋里)
- 조동리(早洞里)
- 지동리(紙洞里)
- 포탄리(浦灘里)
- 하천리(荷川里)
- 함암리(咸岩里)
- 호운리(好雲里)
- 화암리(花岩里)

## 교육
- 동량초등학교
  - 서운분교 (폐교)
- 대미초등학교
- 중원중학교

## 숙박 시설
- 충주호리조트 관광호텔